# Matt Weston
Matt Weston (2 maart 1997) is een Brits skeletonracer.

## Carrière
Weston maakte zijn wereldbeker debuut in het seizoen 2019/20 waar hij aan een wedstrijd deelnam. In het volgende seizoen 2020/21 behaalde hij op 18 december met een tweede plaats in Innsbruck achter Martins Dukurs zijn eerste podiumplaats. In het seizoen 2021/22 behaalde hij zijn eerste dagzege, wel gedeeld. In het seizoen 2022/23 behaalde hij vijf dagzeges en werd twee keer derde in de acht wedstrijden tellende bekerserie. In het eindklassement eindigde hij als tweede.
Bij de wereldkampioenschappen werd hij in 2020 individueel 15e en op het nieuwe onderdeel gemengd team werd hij vierde met Madelaine Smith. In 2021 werd hij individueel 23e en weer vierde met het gemengdteam, ditmaal met Laura Deas. In 2022 bij de Olympische Winterspelen werd hij 15e werd net voor zijn landgenoot Marcus Wyatt. In 2023 bij de WK veroverde hij individueel de wereldtitel en werd met Deas tweede in de eindrangschikking op gemengde onderdeel.

## Resultaten

### Olympische Spelen
| Jaar | Plaats | Resultaat |
| ---- | ------ | --------- |
| 2022 | Peking | 15e       |

### Wereldkampioenschappen
| Jaar | Plaats       | Resultaat                       |
| ---- | ------------ | ------------------------------- |
| 2020 | Altenberg    | 15e individueel 4e gemengd team |
| 2021 | Altenberg    | 23e Individueel 4e gemengd team |
| 2023 | Sankt Moritz | Individueel · gemengd team      |
| 2024 | Winterberg   | Individueel · gemengd team      |

### Wereldbeker
Eindklasseringen
| Seizoen   | Rang   |
| --------- | ------ |
| 2019/2020 | 34e    |
| 2020/2021 | 9e     |
| 2021/2022 | 10e    |
| 2022/2023 | Zilver |

Wereldbekerzeges
| Datum            | Plaats      |
| ---------------- | ----------- |
| 26 november 2021 | Igls        |
| 16 december 2022 | Lake Placid |
| 13 januari 2023  | Altenberg   |
| 20 januari 2023  | Altenberg   |
| 10 februari 2023 | Igls        |
| 17 februari 2023 | Sigulda     |
| 15 december 2023 | Igls        |